# Gavot
El gavot, pingdai o cauet (Alca torda), o popularment dit també carrau, pescador, ànec de mar o ànec pescaire. És una espècie d'ocell de l'ordre dels caradriformes. És l'única espècie del seu gènere. Habita les costes nòrdiques d'Europa i a l'hivern a la Mediterrània occidental, i és comú als Països Catalans. Aquest és un parent pròxim dels pingüins àrtics (que es van extingir i que no s'han de confondre amb els antàrtics, que pertanyen a una altra família).

## Morfologia
Mesura 40-41 cm de llargària total i 60-69 cm d'envergadura alar. Pesa 700 g. És de color blanc, amb les parts superiors negres. Presenta una fina franja alar blanca. Té el coll curt, el bec gros, comprimit lateralment, negre amb una fina franja blanca. La cua és llarga i punxeguda. A l'hivern, quan és al Mediterrani, mostra els costats del coll de color blanc, mentre que a l'estiu els té negres.

## Ecologia
Habiten vora els penya-segats, mentre que a l'estiu vola mar endins. Mengen peixos (com ara arengs, sonsos -Gymnammodytes cicerellus-, capelins -Mallotus villosus-, sardina -Sardina pilchardus-, seitó -Engraulis encrasicholus, etc.), crustacis i cucs marins. Són excel·lents cabussadors, però tenen molt poca traça per caminar. Tenen el vol potent, recte i brunzent com el d'un coleòpter. Neden com una ànnera amb la cua cap dalt. Poden pescar sota l'aigua fins a fondàries de 7 m. S'impulsen amb les ales i empren les potes com a timó.
Nidifiquen a terra i en grans colònies denses i mixtes amb frarets (Fratercula arctica), gavineta de tres dits (Rissa tridactyla) i somorgollaire comú (Uria aalge). Cova un únic ou de color variable (blanc, verd blavenc o crema) i de 75 mm de mida. Els pollets triguen 19-20 dies en abandonar el niu. L'ocell amb una longevitat més llarga registrada, ha estat a les Illes Britàniques amb 42 anys.

## Distribució
Les principals colònies de cria dels gavots són a:
- Cap St. Mary's a l'Illa de Terranova al Canadà.
- Badia de Witless a l'Illa de Terranova al Canadà.
- Illa Baccalieu, a menys de 2 mn al nord de l'Illa de Terranova al Canadà.
- Illa de Funk, a unes 35 mn al nord-est de l'Illa de Terranova al Canadà.
- Illes de Gannet, davant la península del Labrador al Canadà.

- Helgoland a Alemanya (54° 10′ N).* Helgoland a Alemanya (54° 10′ N).* Helgoland a Alemanya (54° 10′ N).
- Illa de Skomer, a Gal·les.
- Penya-segats de Bempton, al comptat East Riding de Yorkshire, al nord-est d'Anglaterra.
- Staple Island, Farne Islands al Regne Unit (55° 38′ N) -de maig a mitjan juliol-.
- Arxipèlag de Saint Kilda, aïllat a l'Atlàntic nord, a ponent d'Escòcia.
- Runde a Noruega (62° 24′ N) -3.000 parelles-.
- Látrabjarg a Islàndia (65° 30′ N) -230.000 parelles, de juny a juliol, que suposen el 40% de la població total del planeta-.
- Grímsey a Islàndia (66° 33′ N).

A les aigües catalanes es tracta d'un hivernant comú, els primers exemplars arriben a la segona quinzena d'octubre i els darrers marxen a finals d'abril. El nombre és molt variable d'un hivern a un altre; per exemple, als hiverns del darrer atles d'hivernants, la forquilla es va moure entre els 10 i els 3.863 exemplars. La majoria dels animals que ens arriben acostumen a ser joves de primer any.

## Etimologia
Gavot deriva del llatí gavia, que significa gavina, ocell de mar.
Alca podria ser la llatinització de l'ecandinau alke, àlcid. No es pot descartar tampoc que derivi del grec alkuon i del llatí alcion, que signifiquen ocell de mar. També trobem l'arrel als, que es refereix al mar i la sal.
Torda, deriva del suec tordmule, que és el nom del gavot en aquesta llengua. De fet, en el dialecte de l'illa de Gotland, el nom era tord o törd.

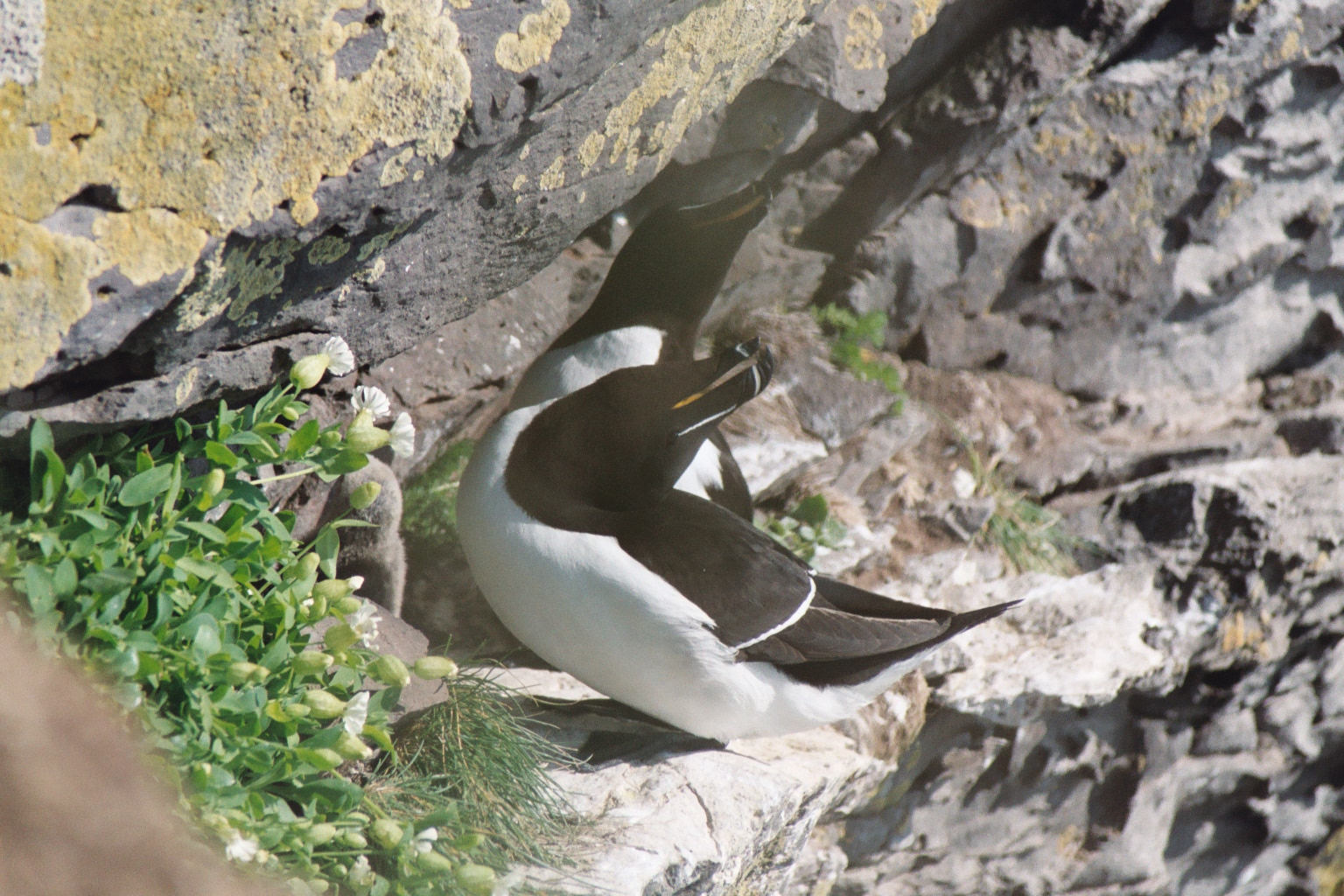
Parella de gavots amb el seu pollet fotografiats a Islàndia
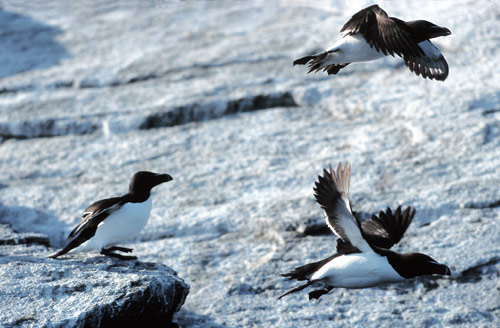
Pingdais fotografiats a les Illes Lofoten (Noruega)
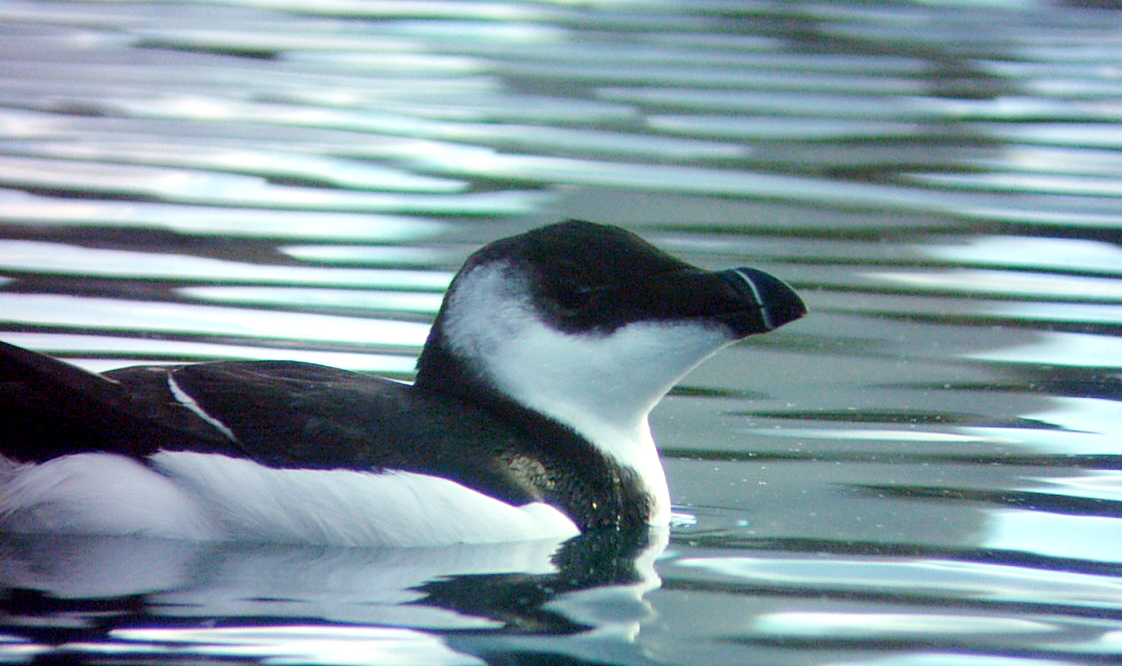
Gavot fotografiat a Normandia (França)
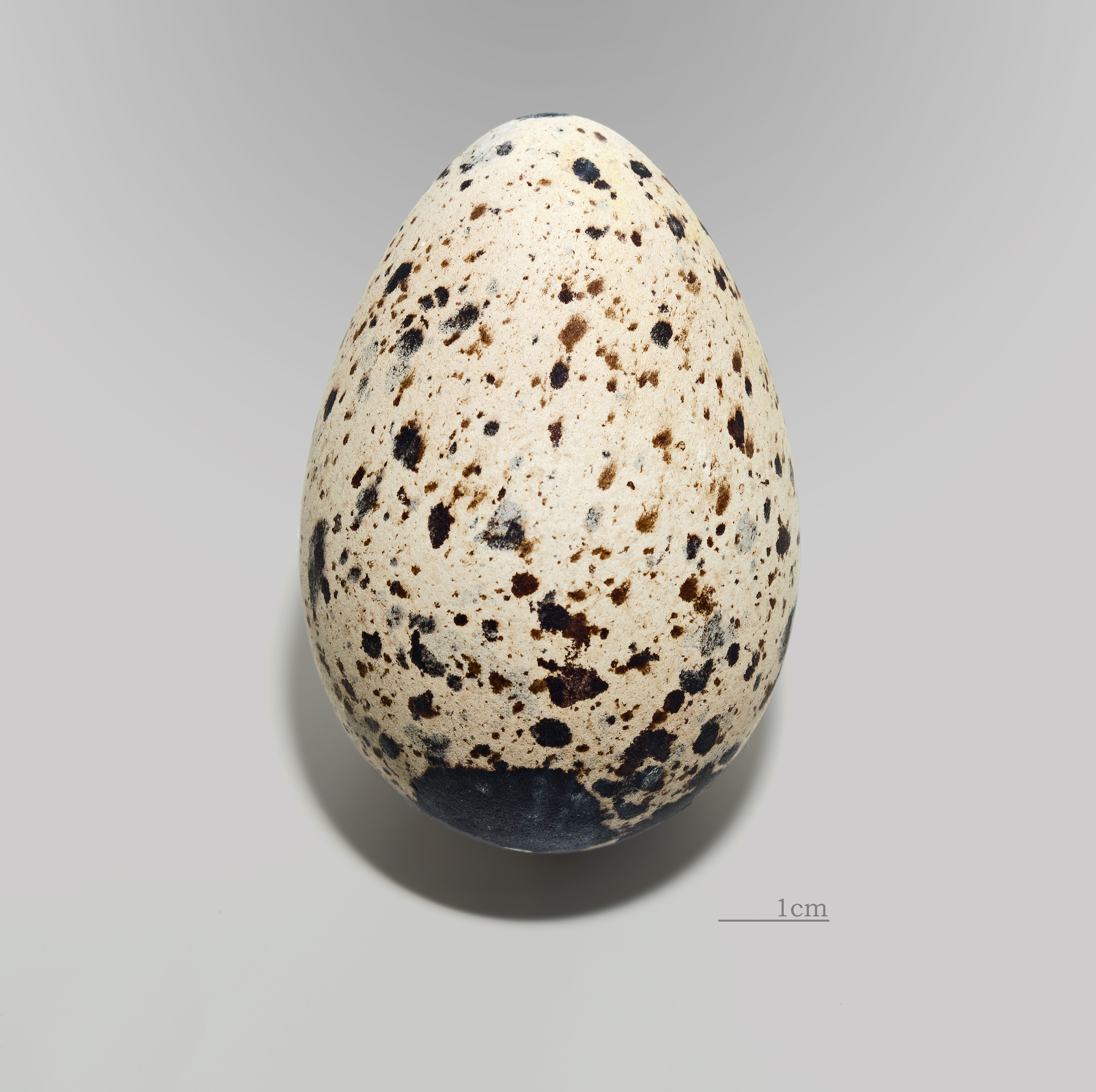
Alca torda